# Santana do Riacho
Santana do Riacho este un oraș în Minas Gerais (MG), Brazilia.